# Russell Senate Office Building
Russell Senate Office Building är en byggnad i området United States Capitol Complex i den amerikanska huvudstaden Washington, D.C. och är en av tre kontorsfastigheter för medlemmar i USA:s senat. Den ägs och underhålls av den federala myndigheten Architect of the Capitol. Byggnaden ritades av arkitekten Edward Clark och byggnaden stod färdig 1909. Den är namngiven efter senatorn Richard Russell.